# Václav Procházka
Václav Procházka (Rokycany, 8 mei 1984) is een Tsjechisch voetballer die speelt als centrale verdediger. In juli 2023 verruilde hij Trinity Zlín voor Jiskra Domažlice. Procházka debuteerde in 2013 in het Tsjechisch voetbalelftal.

## Clubcarrière
Procházka speelde in de jeugd van ZKZ Břasy en in 1995 stapte hij over naar de opleiding van Viktoria Pilsen. Daar speelde hij vanaf 2002 in het eerste elftal. In 2005 werd hij voor een half jaar verhuurd aan 1. FC Slovácko. Na zijn terugkeer speelde hij nog twee jaar in het eerste elftal. In 2007 verkaste Procházka naar Mladá Boleslav, waar hij bijna honderd competitiewedstrijden speelde. In de winterstop van het seizoen 2011/12 keerde de verdediger weer terug naar Viktoria, waar hij een contract voor drieënhalf jaar ondertekende. In de zomer van 2014 verlengde Procházka zijn verbintenis tot medio 2017. In januari 2016 verliet hij Viktoria om bij Osmanlıspor te gaan spelen. In februari 2018 keerde Procházka terug naar Tsjechië, waar Baník Ostrava zijn nieuwe club werd. In augustus 2020 stapte hij transfervrij over naar Trinity Zlín. Drie jaar later nam Jiskra Domažlice hem over.

## Clubstatistieken
| Seizoen | Club             | Competitie     | Competitie | Competitie | Beker | Beker | Internationaal | Internationaal | Totaal | Totaal |
| Seizoen | Club             | Competitie     | Wed.       | Dlp.       | Wed.  | Dlp.  | Wed.           | Dlp.           | Wed.   | Dlp.   |
| ------- | ---------------- | -------------- | ---------- | ---------- | ----- | ----- | -------------- | -------------- | ------ | ------ |
| 2003/04 | Viktoria Pilsen  | Gambrinus liga | 23         | 1          | 0     | 0     | —              | —              | 23     | 1      |
| 2004/05 | → 1. FC Slovácko | Gambrinus liga | 8          | 0          | 0     | 0     | —              | —              | 8      | 0      |
| 2005/06 | Viktoria Pilsen  | Gambrinus liga | 28         | 1          | 0     | 0     | —              | —              | 28     | 1      |
| 2006/07 | Viktoria Pilsen  | Gambrinus liga | 29         | 0          | 0     | 0     | —              | —              | 29     | 0      |
| 2007/08 | Viktoria Pilsen  | Gambrinus liga | 3          | 1          | 0     | 0     | —              | —              | 3      | 1      |
| 2007/08 | Mladá Boleslav   | Gambrinus liga | 13         | 0          | 0     | 0     | 4              | 0              | 17     | 0      |
| 2008/09 | Mladá Boleslav   | Gambrinus liga | 29         | 3          | 0     | 0     | —              | —              | 29     | 3      |
| 2009/10 | Mladá Boleslav   | Gambrinus liga | 26         | 1          | 0     | 0     | —              | —              | 26     | 1      |
| 2010/11 | Mladá Boleslav   | Gambrinus liga | 21         | 3          | 5     | 0     | —              | —              | 26     | 3      |
| 2011/12 | Mladá Boleslav   | Gambrinus liga | 14         | 2          | 1     | 0     | 1              | 0              | 16     | 2      |
| 2011/12 | Viktoria Pilsen  | Gambrinus liga | 6          | 0          | 0     | 0     | 2              | 0              | 8      | 0      |
| 2012/13 | Viktoria Pilsen  | Gambrinus liga | 27         | 5          | 4     | 0     | 15             | 1              | 46     | 6      |
| 2013/14 | Viktoria Pilsen  | Gambrinus liga | 28         | 2          | 7     | 0     | 15             | 0              | 50     | 2      |
| 2014/15 | Viktoria Pilsen  | Gambrinus liga | 30         | 1          | 5     | 0     | 2              | 0              | 37     | 1      |
| 2015/16 | Viktoria Pilsen  | Gambrinus liga | 14         | 0          | 3     | 0     | 9              | 0              | 26     | 0      |
| 2015/16 | Osmanlıspor      | Süper Lig      | 6          | 0          | 0     | 0     | —              | —              | 6      | 0      |
| 2016/17 | Osmanlıspor      | Süper Lig      | 29         | 0          | 4     | 0     | 12             | 0              | 45     | 0      |
| 2017/18 | Osmanlıspor      | Süper Lig      | 3          | 0          | 3     | 0     | —              | —              | 6      | 0      |
| 2017/18 | Baník Ostrava    | Gambrinus liga | 13         | 1          | 1     | 0     | —              | —              | 14     | 1      |
| 2018/19 | Baník Ostrava    | Gambrinus liga | 25         | 2          | 5     | 0     | —              | —              | 30     | 2      |
| 2019/20 | Baník Ostrava    | Gambrinus liga | 22         | 0          | 1     | 0     | —              | —              | 23     | 0      |
| 2020/21 | Trinity Zlín     | Gambrinus liga | 30         | 1          | 0     | 0     | —              | —              | 30     | 1      |
| 2021/22 | Trinity Zlín     | Gambrinus liga | 30         | 2          | 2     | 0     | —              | —              | 32     | 2      |
| 2022/23 | Trinity Zlín     | Gambrinus liga | 27         | 1          | 2     | 0     | —              | —              | 29     | 1      |
| Totaal  | Totaal           | Totaal         | 484        | 27         | 43    | 0     | 60             | 1              | 587    | 28     |

Bijgewerkt op 28 november 2024.

## Interlandcarrière
Procházka debuteerde in het Tsjechisch voetbalelftal op 14 augustus 2013 in een vriendschappelijke wedstrijd tegen Hongarije (1–1). Hij mocht van bondscoach Michal Bílek in de rust invallen voor Tomáš Sivok. De andere debutanten dit duel waren Ondřej Vaněk (Baumit Jablonec) en Michael Rabušić (Slovan Liberec).
| Interlands van Václav Procházka voor Tsjechië | Interlands van Václav Procházka voor Tsjechië | Interlands van Václav Procházka voor Tsjechië | Interlands van Václav Procházka voor Tsjechië | Interlands van Václav Procházka voor Tsjechië | Interlands van Václav Procházka voor Tsjechië |
| №                                             | Datum                                         | Wedstrijd                                     | Uitslag                                       | Competitie                                    | Goals                                         |
| Als speler van Viktoria Pilsen                | Als speler van Viktoria Pilsen                | Als speler van Viktoria Pilsen                | Als speler van Viktoria Pilsen                | Als speler van Viktoria Pilsen                | Als speler van Viktoria Pilsen                |
| --------------------------------------------- | --------------------------------------------- | --------------------------------------------- | --------------------------------------------- | --------------------------------------------- | --------------------------------------------- |
| 1                                             | 14 augustus 2013                              | Hongarije – Tsjechië                          | 1 – 1                                         | Vriendschappelijk                             |                                               |
| 2                                             | 10 september 2013                             | Italië – Tsjechië                             | 2 – 1                                         | WK 2014 kwalificatie                          |                                               |
| 3                                             | 21 mei 2014                                   | Finland – Tsjechië                            | 2 – 2                                         | Vriendschappelijk                             |                                               |
| 4                                             | 3 juni 2014                                   | Tsjechië – Oostenrijk                         | 1 – 2                                         | Vriendschappelijk                             |                                               |
| 5                                             | 3 september 2014                              | Tsjechië – Verenigde Staten                   | 0 – 1                                         | Vriendschappelijk                             |                                               |
| 6                                             | 9 september 2014                              | Tsjechië – Nederland                          | 2 – 1                                         | EK 2016 kwalificatie                          |                                               |
| 7                                             | 13 oktober 2014                               | Kazachstan – Tsjechië                         | 2 – 4                                         | EK 2016 kwalificatie                          |                                               |
| 8                                             | 16 november 2014                              | Tsjechië – IJsland                            | 2 – 1                                         | EK 2016 kwalificatie                          |                                               |
| 9                                             | 28 maart 2015                                 | Tsjechië – Letland                            | 1 – 1                                         | EK 2016 kwalificatie                          |                                               |
| 10                                            | 12 juni 2015                                  | IJsland – Tsjechië                            | 2 – 1                                         | EK 2016 kwalificatie                          |                                               |
| 11                                            | 3 september 2015                              | Tsjechië – Kazachstan                         | 2 – 1                                         | EK 2016 kwalificatie                          |                                               |
| 12                                            | 6 september 2015                              | Letland – Tsjechië                            | 1 – 2                                         | EK 2016 kwalificatie                          |                                               |
| 13                                            | 10 oktober 2015                               | Tsjechië – Turkije                            | 0 – 2                                         | EK 2016 kwalificatie                          |                                               |
| 14                                            | 13 oktober 2015                               | Nederland – Tsjechië                          | 2 – 3                                         | EK 2016 kwalificatie                          |                                               |
| 15                                            | 17 november 2015                              | Polen – Tsjechië                              | 3 – 1                                         | Vriendschappelijk                             |                                               |

Bijgewerkt op 28 november 2024.

## Erelijst
| Gambrinus liga  | 2 | 2012/13, 2014/15 |
| Pohár FAČR      | 1 | 2010/11          |
| Superpohár FAČR | 1 | 2015             |